# Гаи (Львовский район)
Гаи (укр. Гаї) — село в Давыдовской сельской общине Львовского района Львовской области Украины.
Население по данным 2024 года составляло 382 человек. Население по переписи 2001 года составляло 425 человек. Занимает площадь 3,55 км². Почтовый индекс — 81153. Телефонный код — 3230.